# Herbert Ulrich
Pour les articles homonymes, voir Ulrich.
Herbert Ulrich (né le 14 septembre 1921 à Třinec, mort le 23 mai 2002 à Bad Nauheim) est un joueur professionnel et entraîneur de hockey sur glace. Au niveau international, il joua pour l'Allemagne, l'Autriche et la Tchécoslovaquie.

## Carrière
En tant que joueur
Herbert Ulrich commence le hockey à Třinec. De 1938 à 1943, il joue pour le HC Sparta Prague. Il appartient au HC Slovan Bratislava. En 1948, il rejoint le Wiener Eislauf-Verein.
Il participe dans l'équipe d'Autriche aux Jeux olympiques de 1948.
Pendant la saison 1950-1951, il joue pour le Preussen Krefeld et devient champion d'Allemagne.
De 1951 à 1960, Ulrich est un joueur du VfL Bad Nauheim. Il est le meilleur buteur de l'équipe avec 334 buts en 249 matchs et une moyenne de 1,34 but par match. En 1953, il joue pour l'équipe d'Allemagne. En raison d'une plainte, comme Ulrich a précédemment joué pour deux nations, il n'a pas le droit de jouer lors au Championnat du monde 1953 et au Championnat d'Europe associé.
En tant qu'entraîneur
Herbert Ulrich est l'entraîneur du Hockey Club Ambrì-Piotta de 1961 à 1963 et remporte la Coupe de Suisse en 1962. En 1964, Ulrich devient l'entraîneur du EV Landshut en Allemagne. En 1969, il fait accéder le Kölner EC au niveau élite.

## Source de traduction
- (de) Cet article est partiellement ou en totalité issu de l’article de Wikipédia en allemand intitulé « Herbert Ulrich (Eishockeyspieler) » (voir la liste des auteurs).